# Phylloscopus collybita
El mosquitero común (Phylloscopus collybita) es una especie de ave paseriforme de la familia Phylloscopidae propia de los bosques abiertos de las regiones templadas del norte de Europa y Asia. Posee una longitud aproximada de 10 cm, una envergadura de 15-21 cm, un peso de 6-9 g. Acostumbra un modo de vida solitario y se alimenta capturando insectos y arañas del follaje, en vuelo.
Es un ave migratoria que inverna en el sur y el oeste de Europa, el sur de Asia y el norte de África específicamente en bosques de montaña y en matorrales de umbría. Posee un color verde oliváceo con una zona cefálica más amarillenta y cuenta con más de cincuenta subespecies, algunas de las cuales son consideradas especies en sí. 
La hembra construye su nido cerca del suelo y asume la mayor parte de las responsabilidades de empollar y alimentar a los polluelos. Su nido es herbáceo, en cúpula, conteniendo de cinco a seis huevos puestos en una o dos nidadas, de abril a julio. A pesar de que el macho no participa mucho en la crianza, defiende su territorio contra sus rivales y ataca a posibles depredadores.
Está sujeto a la depredación por parte de los mamíferos, como los gatos, mustélidos y otras aves, sobre todo de las rapaces del género Accipiter. Además puede adquirir parásitos externos e internos. Su amplia gama y población revela que su estado de conservación es seguro; sin embargo, una de sus subespecies está extinta probablemente.

## Taxonomía
El naturalista británico Gilbert White fue una de las primeras personas en separar los mosquiteros de aspecto similar y a Phylloscopus trochilus de Phylloscopus sibilatrix por su canto, como se detallaba en 1789 en The Natural History of Selborne, pero el mosquitero fue descrito formalmente como Sylvia collybita, por primera vez, por el ornitólogo francés Louis Vieillot en 1817 en su Nouvelle Dictionnaire d'Histoire Naturelle.
Descrito por el zoólogo alemán Heinrich Boie en 1826, el género Phylloscopus contiene alrededor de sesenta especies de pequeñas aves insectívoras del bosque del Viejo Mundo, las cuales pueden ser verdosas o cafés por encima, y amarillentas, blancas o beige por debajo. Anteriormente el género formaba parte de la familia Sylviidae del Viejo Mundo, pero con el tiempo fue separado como una familia Phylloscopidae aparte. Los parientes más cercanos a los mosquiteros, más que otras antiguas subespecies, son un grupo de Phylloscopus que, de manera similar, carecen de rayas en la tonsura (parte posterior y superior de la cabeza), ancas amarillas o barras de color visibles en el ala. Estos incluyen a Phylloscopus trochilus, Phylloscopus bonelli, Phylloscopus orientalis, Phylloscopus sibilatrix y a Phylloscopus neglectus.
El mosquitero tiene tres subespecies que son comúnmente aceptadas como tales, junto con algunas otras de la península ibérica, las Islas Canarias y el Cáucaso, las cuales con el pasar del tiempo están siendo tratadas como especies en sí.

### Subespecies
- Phylloscopus collybita collybita, la forma representativa, se distribuye por el este de Europa hasta Polonia y Bulgaria y está descrita más abajo. Inverna principalmente al sur de su zona de reproducción, alrededor del Mediterráneo y en el Norte de África.[8] Ha estado expandiendo su territorio hacia el norte, hasta Escandinavia, desde 1970 y cerca del borde sur del territorio del Phylloscopus collybita abietinus.[11]

- Phylloscopus collybita abietinus, se encuentran en Escandinavia y en la parte norte de Rusia. Invernan desde el sector sureste de Europa y noreste de África oriental, hasta Irak y el oeste de Irán. En apariencia es el intermedio entre P. c. tristis y P. c. collybita, siendo gris deslavado y verde oliva por encima con una línea pálida sobre el ojo y más blanco que el P. c. collybita en la parte inferior.[12] Sin embargo, tiene vocalizaciones muy similares a la subespecie representativa.[8] Debido a la variación individual, puede ser difícil diferenciar a ciencia cierta el P. c. abietinus y el P. c. collybita fuera de sus territorios de crecimiento e invernada.[12]

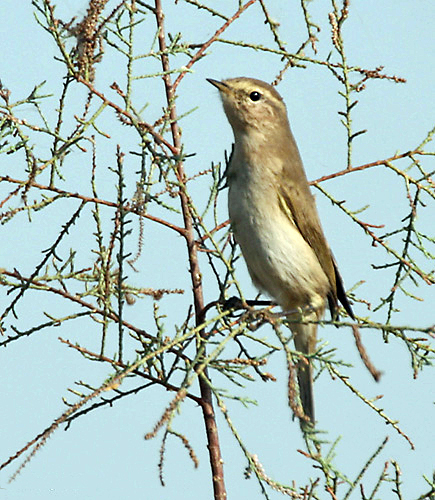
Phylloscopus collybita tristis

- Phylloscopus collybita tristis, el mosquitero de Siberia, se desarrolla en el este del río Pechora en Siberia. Inverna en la parte baja de los Himalayas.[8] Es una subespecie color mate, gris o pardusco por encima y blanquecina por debajo, con unos toques amarillos en el plumaje, y la línea beige claro sobre el ojo es a menudo más larga que la de las subespecies del oeste. Tiene un canto y un llamado corto, ambos de tono más alto que los de las otras subespecies.[12] A veces es considerado como una especie aparte debido a su plumaje y vocalizaciones características, siendo similar a Phylloscopus sindianus sindianus en estos aspectos.[13][14] El P. c. collybita no reconoce el canto del P. c. tristis, y viceversa.[15][16] P. c. tristis se mantiene como P. collybita,[10] ya que está pendiente la resolución del caso sobre P. c. fulvescens, que se encuentra en el lugar donde los territorios de P. c. abietinus y de P. c. tristis se juntan y podría ser[17] o no[16] un híbrido entre ellos.

### Antiguas subespecies
- P. ibericus, el mosquitero ibérico, es de colores más vivos, con el obispillo más verdoso y más amarillento en las zonas inferiores que P. collybita.[8] Inicialmente fue nombrado P. brehmii, pero el ejemplar tipo de este taxón resultó no ser el de un mosquitero ibérico.[18] Esta especie se encuentra en Portugal y España, al oeste de una línea que se extiende aproximadamente desde el Pirineo Occidental,[19] a través de las montañas de la España central, hasta el Mediterráneo; los mosquiteros ibéricos y los mosquiteros comunes se dan en bandadas reducidas a lo largo de esta línea.[20] Aparte de la sección más nórdica, el curso preciso de la zona de contacto no está bien documentado. El mosquitero ibérico es un ave migratoria de larga distancia, ya que inverna en el norte de África. Esta especie difiere de P. c. collybita por sus vocalizaciones[19][21][14] morfología externa,[22] y por sus secuencias de ADN mitocondrial.[23][14] Existe hibridación en la zona de contacto entre esta especie y el mosquitero común,[19][21][24] casi siempre entre machos de P. ibericus y hembras de P. c. collybita;[24] y los híbridos aparentemente muestran una aptitud muy reducida;[23] las hembras híbridas parecen ser estériles, en consonancia con la regla de Haldane.[25] Este último aspecto apunta a una interesante conclusión: el mosquitero ibérico es aparentemente el linaje más antiguo de los mosquiteros y es bastante diferente al mosquitero común.[14]

- P. canariensis, el mosquitero de las Islas Canarias, es una especie no migratoria que antiguamente se daba en la mayor de las Islas Canarias. Se diferencia de P. collybita por su morfología, vocalizaciones, características genéticas y, por supuesto, no es simpátrica con cualquier otra especie de mosquitero. En el oeste, la subespecie representativa, P. c. canariensis de El Hierro, La Palma, La Gomera, Tenerife y Gran Canaria, es más pequeña que el mosquitero común y tiene alas más cortas y redondeadas.[14] Es de color oliva o pardo por encima y tiene los costados y el pecho color beige.[8] Tiene un canto sonoro y grave, y un llamado corto parecido al de la raza representativa.[12] En el este estaba P. c. exsul de Lanzarote y posiblemente Fuerteventura, era más pálido por encima y menos rojizo por debajo que su pariente del oeste,[8] y tenía una llamada corta más discordante.[12] Podría ser una especie distinta, pero en 1986 se había extinguido, probablemente desde mucho antes. Las razones de su extinción no están claras, pero parece ser que siempre habían sido escasos y localizados, presentes sólo en el valle de Haría de Lanzarote.[26]

- P. sindianus, el mosquitero de montaña, se encuentra en el Cáucaso (P. s. lorenzii) y en los Himalayas (P. s. sindianus), y es un ave migratoria de altura, moviéndose a niveles más bajos en invierno. Su especie representativa es similar a P. c. tristis, pero con un pico más delgado y oscuro, la parte superior de color más pardo y los costados color beige; su canto es casi idéntico al de P. collybita, pero su llamado corto es más débil. P. s. lorenzii tiene un color pardo más cálido y más oscuro que la subespecie tipo.[8] La especie es simpátrica con el mosquitero común en un área pequeña del oeste del Cáucaso, pero la reproducción entre ellos ocurre raramente, si es que se da.[13] El mosquitero de montaña se diferencia de P. c. tristis en sus vocalizaciones,[27][13] morfología externa[28] y en las secuencias de ADN mitocondrial.[14] Sus dos subespecies parecen ser distintas vocalmente,[13] como también muestran alguna diferencia en las secuencias de ADN mitocondrial;[14] se mantienen en la categoría de subespecie esperando investigación adicional.[10]

### Etimología
El nombre binominal de la especie es de origen griegoː Phylloscopus viene de phyllon/φυλλον, "hoja" y skopeo/σκοπεω, "mirar", ya que el género comprende especies que pasan mucho tiempo alimentándose en los árboles, mientras que collybita es una corrupción de la palabra kollubistes, "cambiador de monedas", relacionando el canto de esta especie con el tintinear de las monedas. El nombre inglés del mosquitero, Chiffchaff, es onomatopéyico, refiriéndose al canto repetitivo de las subespecies europeas. Existen nombres similares en otros idiomas europeos, como en alemánː Zilpzalp, y en galésː Siff-saff.

## Descripción

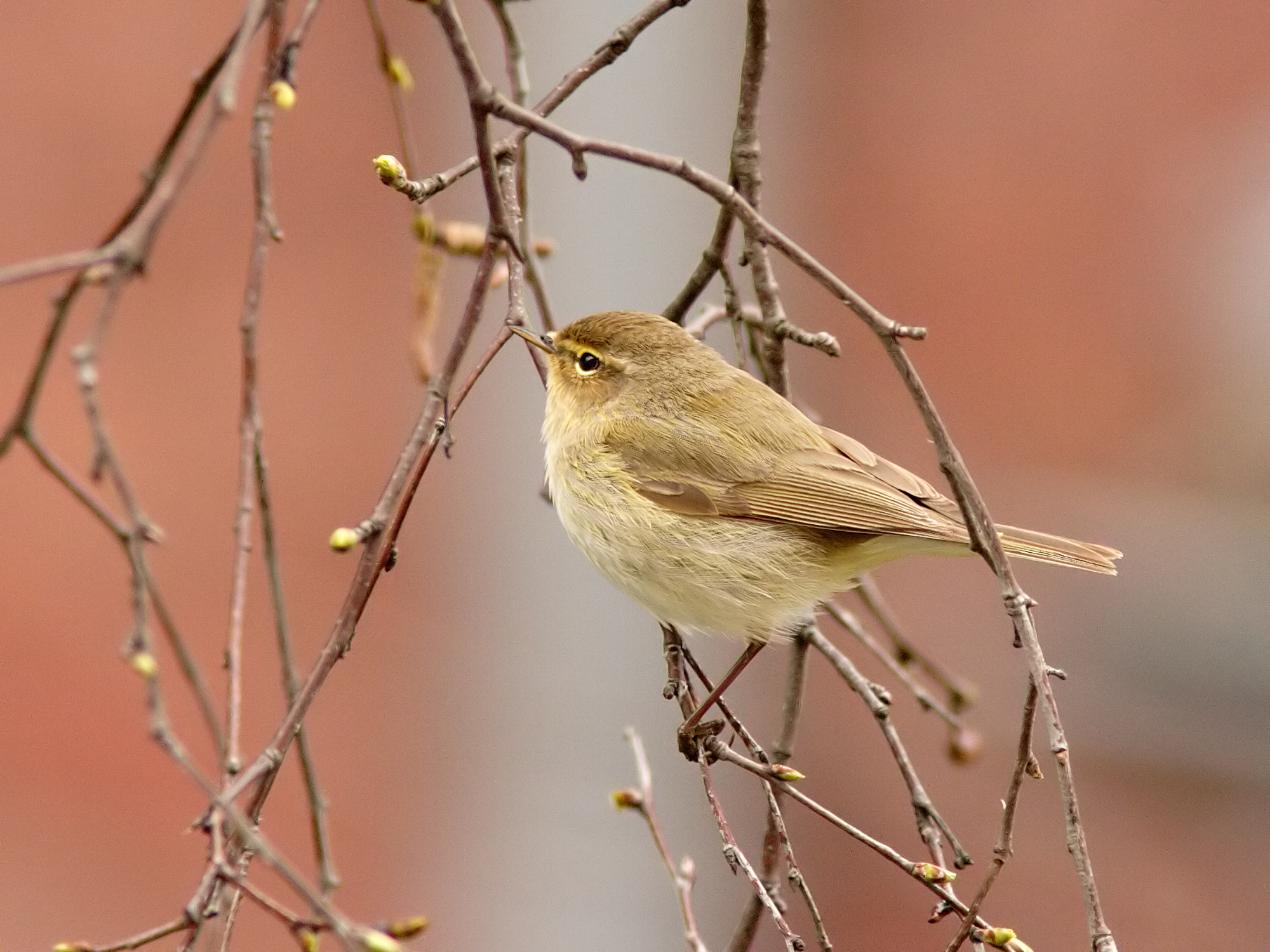
Phylloscopus collybita.

El mosquitero es un miembro de Phylloscopus pequeño y rechoncho. Mide entre 10 y 12 cm de largo, el macho pesa entre 6 y 8 g y la hembra entre 6 y 7 g. El adulto P. c. collybita del oeste, con alas plegadas, muestra su parte superior de colores castaño y verde poco vivos, la parte inferior blanco apagado, pasando a ser amarillenta en los costados y una línea blanquecina sobre el ojo. Tiene patas oscuras, pico delgado y oscuro y una corta proyección primaria (extensión de las plumas de vuelo que sobresale de las alas plegadas). Conforme el plumaje se va usando, se torna más castaño y opaco; además, el amarillo de los costados tiende a perderse. Sin embargo, luego de la temporada de crianza hay una prolongada muda completa de las plumas, antes de la migración. El mosquitero joven recién emplumado es más castaño por encima que el mosquitero adulto, con la parte inferior entre blanca y amarilla, excepto las mudas alrededor de 10 semanas después de adquirir su primer plumaje. Luego de mudar sus plumas, ambos, el mosquitero adulto y el joven, tienen la parte superior más verde y brillante y la línea sobre el ojo más pálida.
Su canto es una de las primeras señales que dan las aves de que comienza la primavera. Cuando un mosquitero no está cantando, puede ser difícil distinguirlo de otros Phylloscopus con la parte superior verdosa y la parte inferior blanquecina, particularmente Phylloscopus trochilus. En todo caso, esas especies tienen una proyección primaria más larga, una apariencia más brillante y suave y generalmente patas pálidas. P. bonelli puede ser confundido con la subespecie del mosquitero del este, P. c. tristis, pero tiene una cara sencilla y algo de color verde en las alas. El mosquitero en vuelo además tiene alas redondeadas y un movimiento característico en la cola, que consiste en una inclinación y un movimiento hacia los lados, que lo distingue de otros Phylloscopus  y ensalza el nombre de "oscilador de cola" que se le da en India.

## Distribución y hábitat

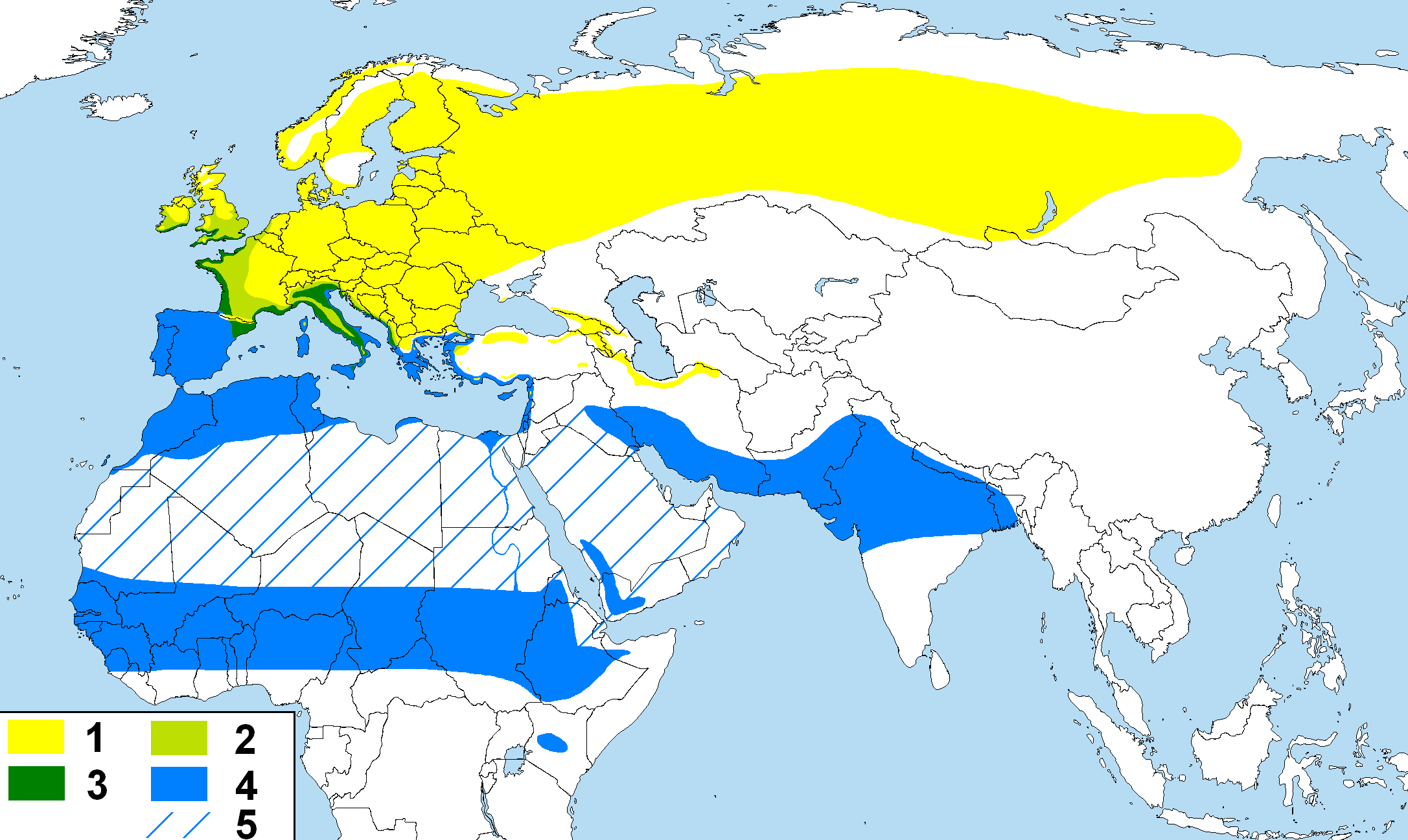
1) El amarillo representa el área de cría y estancia en verano. 2) El verde claro es zona de cría e invernantes ocasionales. 3) El verde oscuro es el área de residentes todo el año. 4) El azul es invernantes. 5) La zona rayada es invernantes ocasionales en oasis y zonas aisladas.

El mosquitero se reproduce a lo largo de Europa y el este de Asia, hasta el este de Siberia y los 70ºN en el norte, con poblaciones aisladas al noroeste de África, el norte y el oeste de Turquía y el noroeste de Irán. A pesar de ser un ave migratoria, es una de las primeras paseriformes en regresar a su área de reproducción en primavera, como también una de las últimas en irse en otoño. Cuando está en época de reproducción, es una ave que vive en bosques abiertos con árboles altos y con follaje bajo para la crianza de los polluelos. Estos árboles normalmente miden 5 metros de alto como mínimo, con su parte baja abierta o cubierta con maleza, que es una mezcla de pastos, helechos, ortigas o plantas similares. Su hábitat reproductivo es bastante específico, e incluso siendo especies cercanas no comparten las mismas preferencias. Por ejemplo, P. trochilus prefiere los árboles más jóvenes, mientras que P. sibilatrix prefiere menos maleza. En invierno el mosquitero tiene zonas de hábitat más extensas, incluyendo otros tipos de maleza y no es tan dependiente de los árboles. A menudo se encuentra cerca del agua, a diferencia de P. trochilus que tolera hábitats más secos. Hay un incremento en la tendencia a invernar en el oeste de Europa, más o menos al norte de las áreas tradicionales, especialmente en el sur costero de Inglaterra y en el templado microclima urbano de Londres. Estos mosquiteros de diferente invernación incluyen algunos visitantes de las subespecies del esteː abietinus y tristis.

## Comportamiento

### Territorio
El mosquitero macho es bastante territorial durante la temporada de reproducción, comúnmente con un centro territorial de 20 metros a la redonda, que es fieramente defendido de otros machos. Otras aves pequeñas también pueden ser atacadas por ellos. El macho es curioso y atrevido, atacando a cualquier depredador peligroso, como los armiños, si se acercan al nido, así como los arrendajos. Su canto, efectuado en un punto prominente y favorable, parece ser usado para advertir de un territorio establecido y contactar a la hembra, más que como una estrategia de cuidado paternal.
Más allá del centro de su territorio, existe un área de alimentación más extensa, que es variable en tamaño, pero normalmente diez o más veces que el área de reproducción. Se cree que la hembra tiene una zona de alimentación más amplia que el macho. Cuando finaliza la época reproductiva, estas especies abandonan su territorio y pueden unirse a pequeñas bandadas que incluyan otros mosquiteros camino a la migración.

### Reproducción

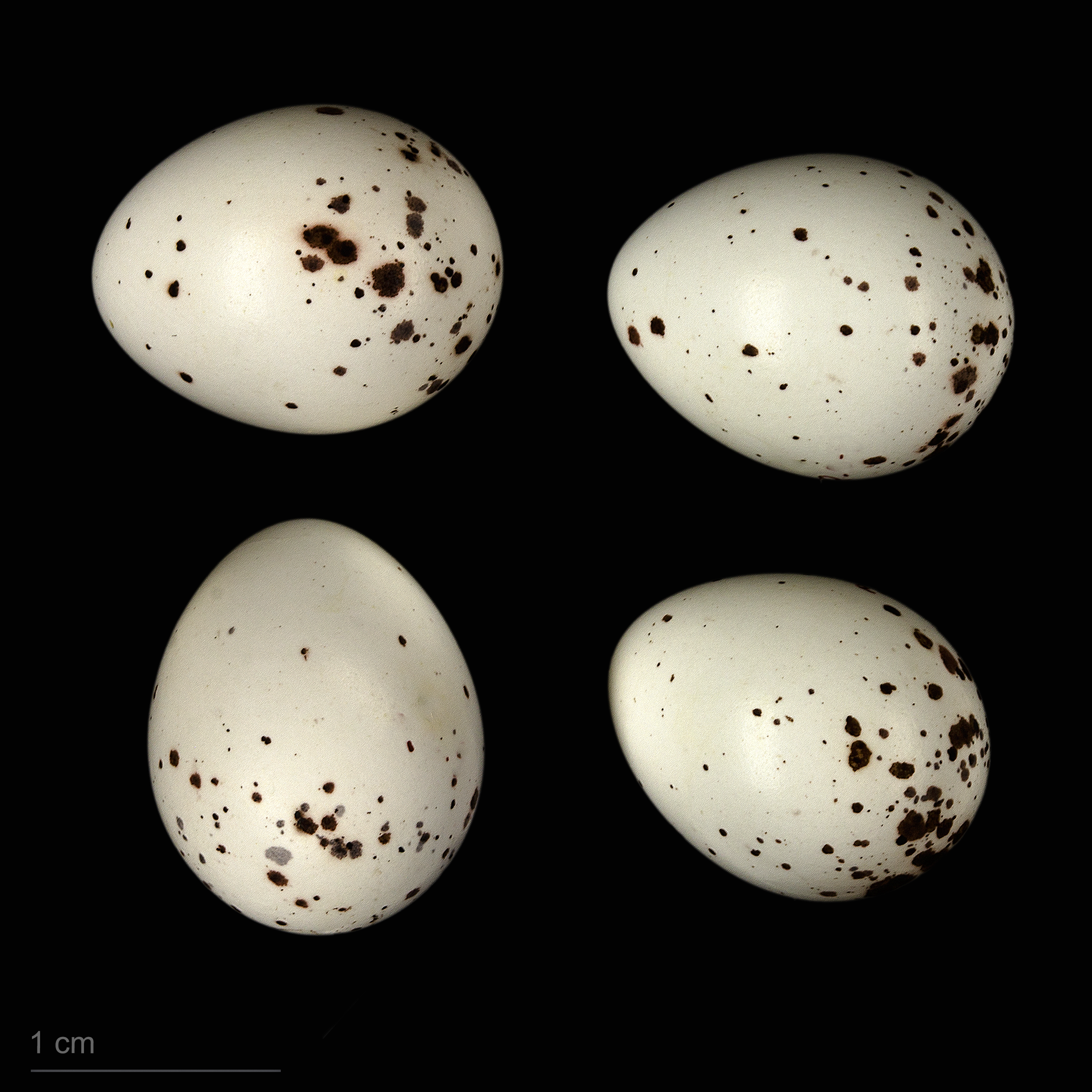
Phylloscopus collybita collybita - MHNT

El mosquitero macho vuelve a su territorio de reproducción dos o tres semanas antes que la hembra, e inmediatamente comienza a cantar para establecer su propiedad y atraer a la hembra. Cuando localiza una de ellas, usa un vuelo parecido al de una mariposa como parte del ritual de cortejo, pero una vez que se forma una pareja, los otros machos deberán salir del territorio. El macho se involucra poco en el proceso de crianza, aparte de defender el territorio. El nido de la hembra está construido sobre o cerca del suelo, en un lugar oculto entre las zarzas, helechos u otra densa vegetación baja. Este nido en forma de cúpula invertida tiene un lado para la entrada y está construido con restos de plantas, como hojas y pasto seco. Su interior está hecho de material más fino, antes de agregarle una capa de plumas. El nido típico mide 12,5 cm de alto y 11 cm de diámetro.

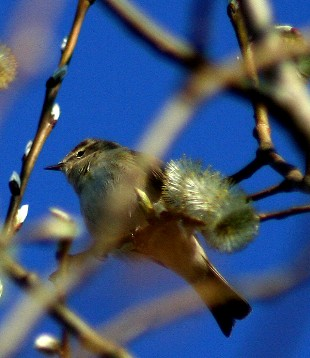
Phylloscopus collybita abietinus

La nidada es de dos a siete (normalmente cinco o seis) huevos color crema, que tienen manchas pequeñas de color rojizo, púrpura o negruzco. Estos huevos miden alrededor de 1,5 cm de largo y 1,2 cm de diámetro y son incubados por la hembra durante 13-14 días antes de que se rompa el cascarón, mostrándose las crías altriciales ciegas. La hembra cría y alimenta a los polluelos por otros 14-15 días, hasta que ellos abandonen el nido. El macho raramente participa en la alimentación de las crías. Sin embargo, a veces ocurre, especialmente cuando el mal tiempo limita las provisiones de insectos o si la hembra desaparece. Luego de que han dejado el nido, los mosquiteros jóvenes permanecen en las cercanías de este durante tres o cuatro semanas, siendo alimentados por y en compañía de la hembra. Eso sí, estas interacciones se reducen luego de los primeros 14 días (aproximadamente). Los mosquiteros de la zona norte sólo alcanzan a tener una nidada debido al corto verano, pero es común una segunda en las áreas centrales o del sur.
A pesar de que las parejas permanecen juntas durante la temporada de reproducción y de que la poligamia no es común, si alguna vez el macho y la hembra vuelven al mismo lugar al año siguiente, no existe un aparente reconocimiento o fidelidad. La reproducción con otras especies, que no sean las consideradas antiguas subespecies de P. collybita, es rara, pero se conocen algunos ejemplares de hibridación con P. trochilus. Estos híbridos tienen cantos mezclados, pero esto no es prueba de una reproducción específica.

### Alimentación
Como la mayoría de los mosquiteros del Viejo Mundo, esta pequeña especie es insectívora, moviéndose inquietamente a través del follaje o revoloteando brevemente. Han sido registrados como insectos probados por los mosquiteros, principalmente moscas, de más de 50 familias, junto con otros invertebrados pequeños y medianos. También consume los huevos y las larvas de mariposas y otros lepidópteros, particularmente los de Operophtera brumata. Se ha estimado que el mosquitero requiere alimentarse de un tercio de su peso en insectos diariamente, y casi come constantemente en el otoño para acumular grasa extra como combustible para el vuelo de migración.

## Depredadores y amenazas
Como en la mayoría de las aves pequeñas, la mortalidad es alta durante el primer año de vida, pero los adultos que han cumplido tres o cuatro años, normalmente sobreviven y pueden hacerlo más de siete años. En esta crianza cerca del suelo, huevos, polluelos y aves jóvenes son depredados por armiños, hurones, visones y comadrejas y urracas. Los adultos son cazados por las aves rapaces, paricularmente el gavilán. Las aves pequeñas también están a merced del tiempo, en especial cuando están en migración, pero de igual forma cuando están en los campos de reproducción e invernación.
El mosquitero ocasionalmente es un soporte para la explotación de los cucos, incluyendo al cuco común (Cuculus canorus) y al cuco de Horsfield (Cuculus horsfieldi), pero este reconoce y rechaza los huevos con los que no hay mimetismo por lo que es rara una explotación exitosa. Al igual que otras aves paseriformes, el mosquitero también puede adquirir parásitos nemátodos intestinales y garrapatas externas.
El principal efecto de los humanos en esta especie es indirecto, a través de la deforestación de los bosques, por la depredación de gatos, por choques con ventanas, edificios y automóviles. Sólo el primero de estos tiene el potencial para afectar seriamente las poblaciones de mosquiteros, pero dada la enorme propagación geográfica de P. c. abietinus y P. c. tristis, y las políticas de conservación de las regiones de P. c. collybita, el futuro de ellos parece asegurado.

## Estado de conservación
La especie tiene un área territorial enorme, con una extensión global estimada de 10 millones de km² y una población de 60 a 120 millones de individuos sólo en Europa. Aunque la tendencia de la población global no ha sido cuantificada, no se cree que esta especie esté acercándose al umbral del criterio de decadencia de población de la Lista Roja (que es una declinación de más del 30% en diez años o en tres generaciones). Por estas razones, la especie es evaluada como "preocupación menor".
Ninguna de las mayores subespecies está amenazada, pero exsul, como se dijo más arriba, está probablemente extinto. Por lo menos el área de P. collybita pareciera estarse expandiendo, con un avance hacia el norte en Escocia, Noruega y Suecia y un amplio crecimiento de la población en Dinamarca.